# Exalbidion barroanum
Exalbidion barroanum là một loài nhện trong họ Theridiidae.
Loài này thuộc chi Exalbidion. Exalbidion barroanum được Herbert Walter Levi miêu tả năm 1959.